# 大绥河镇
大绥河镇，是中华人民共和国吉林省吉林市船营区下辖的一个乡镇级行政单位。

## 行政区划
大绥河镇下辖以下地区：
大绥河村、小甸子村、治新村、范家村、新屯村、干沟村、柴家村、红丰村、新风村、杨家村、永新村、正蓝村、安家村、李家村、小绥河村、通气沟村、太平岭村和富乡村。